# Mats Schubert
Mats Jörgen Schubert, ogift Öman, född 20 november 1964 i Luleå, är en svensk musiker (klaviaturer och gitarr), kompositör och musikproducent. Han var tidigare känd under namnet Mats Asplén.
Mats Schubert är medlem i Bo Kaspers Orkester, där han spelat klaviaturer sedan starten och efter Lars Halapis avhopp även gitarr. Han är också delaktig i att skriva bandets musik.
Som studiomusiker har han bland annat medverkat på Peter LeMarcs album Det finns inget bättre och Bok med blanka sidor. Han ingick i Just D:s turnéband i början av 1990-talet.
Schubert är även verksam som producent. Han medproducerade 1997 albumet Det finns dagar med Monica Zetterlund, och har även medproducerat flertalet av de album som Bo Kaspers Orkester gett ut. Han skrev musik till TV-serien Fem gånger Storm som sändes 2000.
Mats Schubert växte upp i Gammelstaden utanför Luleå, han är bosatt i Stockholm och Storsund.